# Ghalboun
Ghalboun est une commune libanaise située dans le district de Jbeil, Gouvernorat du Mont-Liban.

## Bâtiments notables
Ghalboun comprend de nombreux édifices anciens, habitations traditionnelles et plusieurs églises, plusieurs ayant été rénovés dans le cadre d'un plan de rénovation.
- Église paroissiale Saint-Georges
- Église Notre-Dame de la Muraille
- Église Saint-Phocas
- Église de la Croix
- Pont de Ghalboun

## Festival
Le Festival International de Ghalboun est un festival international de musique organisé tous les ans dans le village entre fin juin et début juillet.